# Love and Hate
Love and Hate er en amerikansk stumfilm fra 1916 af James Vincent.

## Medvirkende
- Bertha Kalich som Helen Sterling.
- Stuart Holmes som George Howard.
- Kenneth Hunter som Robert Sterling.
- Madeleine Le Nard som Rita Lawson.
- Jane Lee som Willie Sterling.